# Fiseteroïdeus
Els fiseteroïdeus (Physeteroidea) són la superfamília que agrupa els diferents cetacis odontocets anomenats vulgarment «catxalots». Actualment només n'hi ha tres espècies vivents: el catxalot (gènere Physeter) i els catxalots nan i pigmeu (gènere Kogia). Aquests gèneres sovint han estat reunits a la família dels fisetèrids, amb Kogia dins la subfamília dels kogins, però recentment es dona preferència a una família pròpia per aquests últims, la dels kògids. Tanmateix, el gènere Physeter no és monotípic, car també inclou espècies extintes.